# Maria Maddalena Frescobaldi

Stemma Frescobaldi

Maria Maddalena Frescobaldi (Firenze, 11 novembre 1771 – Firenze, 8 aprile 1839) è stata una nobile italiana, marchesa fiorentina, madre del noto pedagogista e statista Gino Capponi. Educatrice e fondatrice della Congregazione delle Suore Passioniste di San Paolo della Croce, si distinse per il suo carisma e la sua forza di volontà nell'accogliere giovani prostitute intenzionate a dare una svolta alla propria vita.

## Biografia

### Primi anni
Maria Maddalena Frescobaldi nacque a Firenze l’11 novembre del 1771. Quartogenita di Giuseppe Frescobaldi e Giuseppa Quarantesi, il giorno seguente la sua nascita ricevette il battesimo nel battistero della città con i nomi di Maria Maddalena Anna Gaspera. Pur essendo una famiglia nobile con un’antica tradizione alle spalle, i Frescobaldi educarono umilmente i propri figli, curando la loro formazione intellettuale e anche religiosa, infatti Maria Maddalena Frescobaldi ricevette il sacramento della Cresima l’8 giugno 1778. Maria Maddalena Frescobaldi ebbe modo di studiare in uno dei Conservatori della città, su cui adesso si hanno scarse informazioni, e completò la sua formazione verso i 18 anni. 
Nel 1787, la sorella maggiore di Maria Maddalena, Maria Virginia, espresse il desiderio di diventare monaca e questa richiesta fu accolta benevolmente dalla famiglia, nonostante le condizioni ostili e le riforme in vigore per mano del granduca Pietro Leopoldo; il 21 novembre 1789, Pier Roberto Capponi chiese in sposa Maria Maddalena Frescobaldi, nonostante la differenza d’età tra i due. Questa proposta destò numerose critiche a causa della condizione economica della famiglia Capponi; tuttavia, chiariti alcuni malintesi di natura economica, il 3 novembre 1790 venne celebrato il matrimonio presso la Chiesa di San Pier Martire.

### Vita nel palazzo Capponi
Subito dopo il matrimonio, i due coniugi andarono a vivere nel palazzo ereditato dallo sposo nei pressi della Santissima Annunziata. Un anno dopo il matrimonio, il 1 agosto 1791, nacque la loro primogenita Luisa Amalia che morì l’anno successivo e fu sepolta nella chiesa dei Padri Agostiniani a Santo Spirito. Questo avvenimento segnò profondamente la vita di Maria Maddalena Frescobaldi, la quale non si perse d’animo e il 14 settembre diede alla luce un secondo figlio, Gino. Seguì un periodo di sconforto per la perdita di altre due figlie, la terzogenita Giulia Teresa Anna Maria, che nacque il 7 febbraio 1794 e morì pochi giorni dopo, e la quartogenita Maria Cassandra, nata il 12 maggio 1795 e morta l’anno successivo; entrambe le bambine vennero sepolte a Marignolle. 
Nel frattempo, in Toscana, Ferdinando III prese il posto del padre, Pietro Leopoldo, il quale si era recato a Vienna per ereditare legittimamente il trono del suo fratello defunto. Ferdinando III, essendo molto amico della famiglia Capponi, chiese a Pier Roberto Capponi e a Maria Maddalena Frescobaldi di assumere rispettivamente il ruolo di maggiordomo e dama d’onore della sovrana Luisa Amalia. La Rivoluzione francese e la successiva ascesa al potere di Napoleone Bonaparte, costrinsero il Sovrano alla fuga. Pier Roberto Capponi seguì Ferdinando III in esilio, affidando a Maria Maddalena la custodia del figlio Gino e della casa; in questa circostanza Maria Maddalena non si perse d’animo e riuscì a fronteggiare gli invasori francesi e a tutelare sé stessa oltre che la sua famiglia.

### Esilio
Durante questo periodo, Maria Maddalena Frescobaldi non venne meno ai suoi impegni di madre, periodicamente inviava delle lettere al marito per aggiornarlo riguardo all’educazione del figlio Gino e agli avvenimenti quotidiani, cosa da cui si evince il forte carattere che contraddistinse questa donna. Pier Roberto, desideroso di rivedere la sua famiglia, decise di tornare in Italia. Maria Maddalena lo assecondò e lo raggiunse a Venezia assieme al figlio Gino; poco tempo dopo, i Capponi ripartirono per Vienna con la speranza di rientrare in Toscana insieme con il Granduca, ma la loro permanenza, si tramutò in esilio a causa della campagna militare napoleonica. 
L’esilio durò circa tre anni ed in questo frangente Maria Maddalena iniziò una serie di corrispondenze con gli amici e i parenti rimasti in Toscana, in cui raccontava l’esperienza che stava vivendo; in questo stesso periodo ebbe modo di visitare l’Ungheria e fu anche ammessa nell’Ordine della Croce Stellata. Gli esuli italiani erano soliti frequentare la Minoritenkirche, chiesa eretta dall’ex gesuita Padre Luigi Virginio, nonché discepolo di Padre Nicolaus von Diessbach, fondatore del Movimento dell’Amicizia Cristiana.

### Ritorno in patria
L’esilio durò fino al 1802, quando i Capponi furono costretti a tornare in patria per l’improvvisa morte della granduchessa Luisa Amalia. Tornati a Firenze, trovarono una situazione politica ben diversa: sul trono regnavano i Borboni e il granduca Ludovico nominò Maria Maddalena Frescobaldi dama di compagnia di sua moglie, la granduchessa Maria Luisa; ancora una volta, Maria Maddalena Frescobaldi fu coinvolta nelle questioni politiche. Il ritorno in patria segnò una nuova fase della sua vita, difatti ella sentì l’esigenza di testimoniare la sua fede e si affidò ad un padre spirituale, don Pietro Pinelli, il quale aveva molto a cuore la situazione di giovani prostitute sfruttate.

### Esperienza all'Ospedale degli Incurabili
Emblematico per la crescita spirituale di Maria Maddalena fu il 1806, quando, essendo entrata in stretto contatto con il Movimento dell’Amicizia Cristiana, volle dare una svolta alla sua vita. Così decise di aiutare fisicamente e psicologicamente le donne ammalate e ricoverate presso l’Ospedale degli Incurabili, denominato Bonifazio. Questo gesto andò oltre le sue aspettative, cosicché altre componenti del Movimento dell’Amicizia Cristiana vollero contribuire materialmente con il proprio aiuto. Questo in particolare fu il caso di Lucrezia Ricasoli, la quale scrisse:
Il gruppo delle volontarie crebbe notevolmente, fino a diventare una vera e propria confraternita di Dame, che presero il nome di Ancelle della Carità. Queste, sotto la guida di Maria Maddalena ebbero modo di capire la situazione disastrosa in cui versavano numerose donne colpite da malattie contratte nella prostituzione. La Confraternita stilò un Regolamento interno: 
Secondo: Avranno un sacerdote zelante, quale consulteranno nella pratica dell’Opere dell’Istituto.
Terzo: S’impiegheranno in Opere di carità spirituali e corporali verso le persone del medesimo Spedale.
Quarto: Frequenteranno L’Ospedale di Bonifazio nell’ora che si dà il pranzo e si occuperanno nel servire le povere, imboccarle, rifare i letti e istruirle secondo il bisogno.
Quinto: Ogni mattina, eccettuate le feste, una di loro a vicenda sarà destinata per intervenirvi, le altre potranno andarvi a piacere.
Sesto: Se sapranno che ci sono persone, specialmente ragazze, in pericolo di offendere Dio, ne parleranno insieme e adopreranno ogni mezzo per impedire il peccato e indirizzare quelle anime ad una vita cristiana.
Settimo: Contribuiranno una limosina mensuale, la quale si metterà nel deposito destinato, e da questo si caveranno le spese per le opere che saranno fatte.
Ottavo: Alle suddette sette Dame se ne potrà aggiungere altre senza restrizione di numero, e si chiameranno Ausiliatrici. Queste non saranno obbligate all’Ospedale e alle altre Opere ingiunte alle Sette, ma solo contribuiranno una Limosina mensuale, e parteciperanno di fatto il bene spirituale della Società.
Nono: Le opere che ora si fissano sono:
- Ogni anno, nella Quaresima, si faranno gli esercizi spirituali secondo il metodo di sant’Ignazio per comodo delle dame, delle cittadine e delle donne civili in un luogo da destinarsi.
- Si passerà una limosina ogni mese alla religiosa dell’ospedale per qualche bisogno straordinario delle povere di detto ospedale.
- Se troveranno persone bisognose di istruzione l’aiuteranno spiritualmente e somministreranno loro da rivestirsi, se ne abbisognano o altro, e le indirizzeranno a vivere cristianamente.
- Aiuteranno con limosine anche le suddette persone pericolanti.»

### Casa d'accoglienza
Date le numerose richieste di aiuto, le Amiche, per questioni organizzative, decisero di aprire una scuola. Sfortunatamente l’idea non ebbe molto successo, in quanto le ragazze che ne facevano parte avevano alle proprie spalle esperienze troppo forti e famiglie che non si preoccupavano di aiutarle. 
Maria Maddalena Frescobaldi ritenne opportuno mettere in comune dei soldi per un progetto ancora più grande. Il 1 ottobre 1811 scelse di aprire una casa per tutte le ragazze vittime della prostituzione, affinché potessero avere un futuro migliore e soprattutto riacquisire la propria dignità, accogliendo solo coloro che realmente erano intenzionate a cambiare stile di vita. A queste donne veniva insegnato non solo il rispetto per sé stesse, ma soprattutto venivano impartite loro nozioni di base di cultura generale grazie ad insegnanti assunte dalla stessa Maria Maddalena Frescobaldi. Alcune ragazze continuarono il percorso iniziato, altre non riuscirono a dare una svolta alla propria esistenza.

### Prime conversioni
Agli inizi del 1815 alcune giovani donne, ex prostitute, che risiedevano all’interno della casa decisero di diventare suore e Maria Maddalena Frescobaldi, spronata da questo cambiamento repentino, decise di consegnare loro una divisa che esprimesse esteriormente la loro trasformazione; mandò anche una lettera al pontefice Pio VII per ricevere una benedizione. Sono noti i nomi delle quattro donne convertite: suor Gertrude Vitali, suor Cleofe Baroni, suor Veronica Tolini e suor Crocifissa Baccherini. Così il 17 marzo 1815 nacquero le Ancille della Passione di Nostro Signore Gesù Cristo e di Maria Santissima Addolorata, le prime suore Passioniste di San Paolo della Croce. Da questo momento, Maria Maddalena Frescobaldi affidò al Ritiro il nome di Maria Maddalena Penitente.

### Ostilità del governo
Nel 1817 Maria Maddalena chiese al governo di Toscana il riconoscimento giuridico della sua opera, affinché ottenesse delle basi solide ed un terreno fertile in previsione del futuro. A questa richiesta aggiunse anche un breve Regolamento che esplicava la natura laicale della comunità e garantiva, qualora l’opera non fosse andata a buon fine, una pensione per le giovani; il Governo fece delle ispezioni che, tuttavia, non andarono a buon fine e la richiesta fu respinta. 
Due anni dopo, Maria Maddalena Frescobaldi ripresentò la richiesta ed il Governo, visti i recenti sviluppi, pose una clausola, che venne accettata. Nel Regolamento fu richiesta la presenza di un soprintendente governativo, il quale avrebbe dovuto controllare gli sviluppi dell’attività. Fu scelto il commissario pro-tempore dell’Istituto degli Innocenti, il signor Agostino Nuti, con il quale Maria Maddalena ebbe sempre un rapporto rispettoso.

### Annessione ai Passionisti
Maria Maddalena, consapevole dell'aiuto offerto dalle giovani donne, ritenne opportuno rivolgersi al Generale dei Passionisti, Padre Tommaso Albesano, per chiedergli una comunione di beni spirituali con la neo Congregazione. Il Generale approvò la richiesta:
Da questo momento le Convertite e Maddalena formarono una nuova comunità Passionista, dove venivano accolte non solo donne con un passato travagliato, ma anche donne benestanti intenzionate a consacrare la propria vita a Dio. Nel 1820 Maria Maddalena Frescobaldi redasse il primo testo di Costituzioni per la nuova comunità sulla base delle claustrali passioniste di Tarquinia; questo rappresentava il progetto di vita dell’intera comunità anche in previsione del futuro. Prima di inoltrare il testo al Pontefice Pio VII per l’approvazione, Maddalena lo fece revisionare dal Vescovo di Firenze, il quale ne fu entusiasta; giunta al Pontefice, la nuova Costituzione fu sottoposta ad una serie di revisioni. L’anno successivo, Maria Maddalena ricevette una lettera di incoraggiamento dal Pontefice che tuttavia non rappresentava l’ufficiale approvazione ma serviva per procrastinare l’effettiva decisione, ciononostante, la lettera fu parecchio apprezzata da Maria Maddalena. Il 20 agosto 1823 papa Pio VII morì e venne eletto Leone XII, al quale Maria Maddalena Frescobaldi si rivolse nuovamente; alla morte di quest’ultimo, venne eletto Pio VIII il cui pontificato durò circa un anno e che fu sostituito da Gregorio XVI; tuttavia nelle varie corrispondenze avute con i pontefici ne emerge una in particolare con Leone XII, in cui si evince chiaramente l’approvazione tanto bramata.

### Viaggi a Tarquinia e Roma
Nel 1825 Pier Roberto Capponi morì e questo evento segnò profondamente la vita di Maria Maddalena Frescobaldi, la quale pochi mesi dopo fece richiesta per trascorrere qualche giorno a Tarquinia presso la comunità Passionista, dove ebbe modo di sperimentare lo stile di vita delle claustrali passioniste; successivamente si mise in viaggio verso Roma e documentò le sue esperienze con lettere indirizzate al figlio Gino. Giunta a Roma, ebbe modo di visitare la basilica dei Santissimi Giovanni e Paolo e la tomba San Paolo della Croce; inoltre incontrò Padre Luigi Bonauguri, Superiore della comunità, il quale le diede il suo aiuto per la revisione della Costituzione.

### Scuola di San Romano
Dopo la stesura della Costituzione del 1830, Maria Maddalena poté dedicarsi ai vari possedimenti che il defunto marito aveva lasciato in eredità al figlio Gino (tra questi, ve ne erano alcuni presso San Romano). Qui Maria Maddalena notò la povertà predominante tra la gente e soprattutto la condizione di alcune famiglie costrette ad abbandonare i propri figli per strada, essendo occupate con il lavoro. In modo particolare era preoccupata per tutte le bambine lasciate a sé stesse, le quali sarebbero potute diventare schiave della prostituzione. Mossa da queste condizioni, decise di aprire a sue spese una scuola pubblica femminile per istruire le bambine e per insegnare loro la buona condotta; in questo fu sostenuta dai fratelli Francesco e Gaetano Piccardi. La direzione fu affidata alle sorelle Cartoni fino alla fine del secolo, quando l’istruzione passò nelle mani dello Stato Italiano.

### Ultimi anni
Durante gli ultimi anni di vita di Maria Maddalena, fece il suo ingresso nel Ritiro una giovane donna, Luisa Natalizia Tognoni. Nello stesso periodo, il signor Agostino Nuti, direttore dell’Ospedale degli Innocenti, si dimise a causa dell’età e la direzione passò nelle mani del sacerdote Carlo Michelagnoli, il quale condivideva le riforme apportate dal granduca regnante Leopoldo II circa le strutture educative discostandosi parecchio dal pensiero di Maria Maddalena. Nella primavera del 1839 Maria Maddalena si ammalò di una grave infiammazione, che, degenerata in bronchite, ne causò la morte. Le Ancille Passioniste deposero il suo corpo nel piccolo cimitero del Ritiro. Qualche giorno dopo, una sua cara amica scrisse al figlio: 

## Eventi postumi
Subito dopo la morte di Maria Maddalena, don Carlo Michelagnoli si mise in contatto con Gino Capponi per avanzare la sua nuova proposta circa il Ritiro. La riforma, accettata da Gino, comportò un radicale cambiamento che contrastava i reali scopi posti alla base da Maria Maddalena Frescobaldi. La comunità religiosa fu costretta ad accettare le nuove restrizioni. Il marchese Gino Capponi acquistò dei nuovi locali ubicati fuori la porta San Gallo e soppresse quella che era la comunità Passionista, esortando i membri che ne facevano parte ad entrare in altre comunità monastiche. Suor Crocifissa Tognoni e suor Pia Frosali si opposero e scelsero di andare ad abitare a Signa per riprendere l’opera di Maria Maddalena Frescobaldi; in questo furono aiutate da un giovane sacerdote, don Giuseppe Fiammetti. Il 14 settembre 1872 rinacquero le Passioniste, attente alle nuove istanze socio-culturali e religiose, riuscirono a riprendere in mano il progetto della loro fondatrice assumendo un nuovo nome: Suore Passioniste di San Paolo della Croce.

## Pensiero pedagogico

### La via dialogica
Maria Maddalena comprese che tanti disagi umani possono essere evitati grazie al dialogo, con la riproposta e talvolta la rivalutazione di forze che la persona possiede. Tra questi il conversare, che è uno dei punti cardine dell’incontro fra l’io e il tu e conduce la persona alla realizzazione della sua unicità. Essa individuò nella situazione di vita delle sue giovani il peccato, l’ignoranza, la mercificazione di sé, l’espropriazione della dignità, ma in tutto ciò essa intuì il bisogno primario dell’essere: la realizzazione della propria costituzione individuale e personale.

### La solidarietà
Emblematica è stata la forza della relazione, da lei intesa come incontro di due libertà proiettate alla comunità, alla comunione e alla solidarietà, valori che nella società del tempo furono da lei espressi, in maniera personale, anche con la partecipazione alla fondazione della Cassa di Risparmio a favore dei ceti più svantaggiati. Maria Maddalena, infatti, ebbe il coraggio di promuovere l’autonomia della comunità affidandosi al valore e all’efficacia delle relazioni solidali di donne tanto diverse fra loro. L’opera di Maria Maddalena consiste soprattutto in un atteggiamento interiore, una passione che l’ha condotta oltre le sue attese. Il suo coraggio e la determinazione femminile uniti alla dolcezza, alla fermezza e alla certezza di operare per il bene del popolo diventano un modello di vita per chi ha a cuore l’umanità intera.

## Beatificazione e canonizzazione
Il 14 marzo 2024, papa Francesco approva il decreto riguardante il riconoscimento delle sue virtù eroiche, dichiarandola venerabile.